# Fahrenheit 9/11
Fahrenheit 9/11 is een documentaire van de Amerikaanse schrijver en filmmaker Michael Moore.
De documentaire gaat over de oorzaken en gebeurtenissen na afloop van de terroristische aanslagen op 11 september 2001, gezien vanuit Michael Moore's optiek. Ook komen de Golfoorlog van 2003 en de relatie tussen de familie Bush en het koningshuis van Saoedi-Arabië aan de orde. Ook het bliksemsnel aannemen van de Patriot Act wordt uitgelegd.
De titel van de documentaire verwijst naar het boek Fahrenheit 451 van de Amerikaanse schrijver Ray Bradbury.
De documentaire beleefde zijn wereldpremière op 18 mei 2004 tijdens het Filmfestival Cannes, waar zij een 15 minuten durende staande ovatie kreeg, de langste in de geschiedenis van het festival. Ook won de film de Gouden Palm. Tegenstanders betitelen deze film als misleidende propaganda, waarin Moore veel retoriek en suggestie gebruikt en waarin ook sommige feitelijke onjuistheden zouden zitten.
De documentaire was voordat hij te zien was in de Verenigde Staten al zeer omstreden: Moore kon geen distributeur vinden voor zijn film. De film werd ook minder geliefd onder filmdistributeurs omdat er ook seksueel getinte beelden in te zien waren. Miramax wilde de film wel uitbrengen maar dit werd tegengehouden door The Walt Disney Company, waar Miramax een onderdeel van is. Uiteindelijk is de documentaire gedistribueerd door het Canadese Lionsgate Films.

## Bioscoop en dvd
In de Verenigde Staten kwam de film uit op vrijdag 25 juni 2004 en in het openingsweekeinde leverde de film 21,8 miljoen dollar op, een record voor een documentaire. In België ging de film op 7 juli 2004 in première en in Nederland op 22 juli 2004.
Op 10 september 2006 werd de film door de VPRO uitgezonden, met een herhaling op 11 september 2008.
De dvd verscheen op 5 oktober 2004 en de film werd nog voor de Amerikaanse presidentsverkiezingen van 2 november 2004 op televisie vertoond. Door deze tv-vertoning kon de film niet meer genomineerd worden voor een Oscar.

## Soortgelijke documentaires
Andere documentaires over dit onderwerp:
- 7 Days in September
- 102 Minutes That Changed America
- 911 in Plane Site
- 9/11: Press For Truth
- 9/11
- Loose Change
- The Truth and Lies of 9-11
- United 93 (feitelijk geen documentaire, maar een reconstructie)
- Zeitgeist